# William Orpen

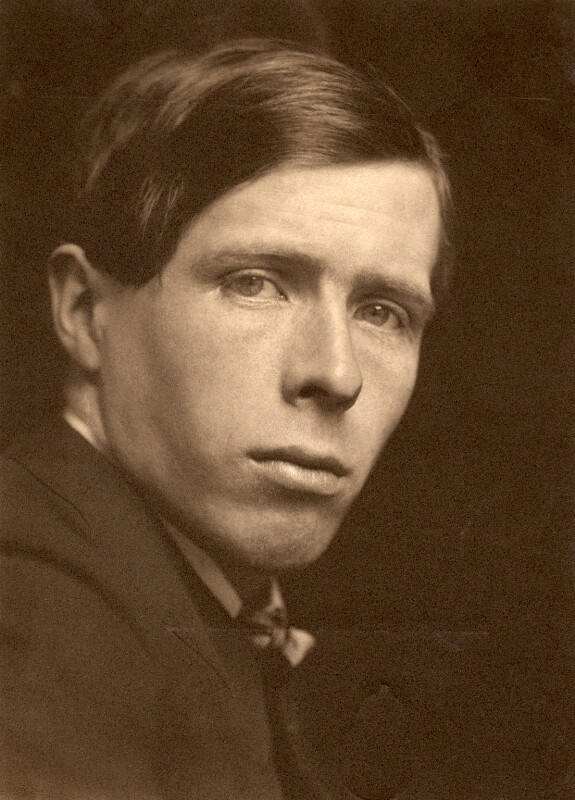
William Orpen, 1903.

William Newenham Montague Orpen, född 27 november 1878 i Stillorgan, Dublin, död 29 september 1931 i London, var en irländsk målare.
Orpen gjorde sig tidigt känd som porträttmålare, varvid han gärna framställde modellerna i en typisk interiör med briljant färg- och ljusbehandling. Under första världskriget erhöll han officiellt uppdrag att i målningar skildra kriget och därefter freden i Versailles. Senare behandlade han symboliska ämnen som tidigare stoppats av censuren som Den okände engelske soldaten i Frankrike med flera. Orpen utgav An onlooker in France (1921) och Stories of Old Ireland and myself (1924).

## Bilder

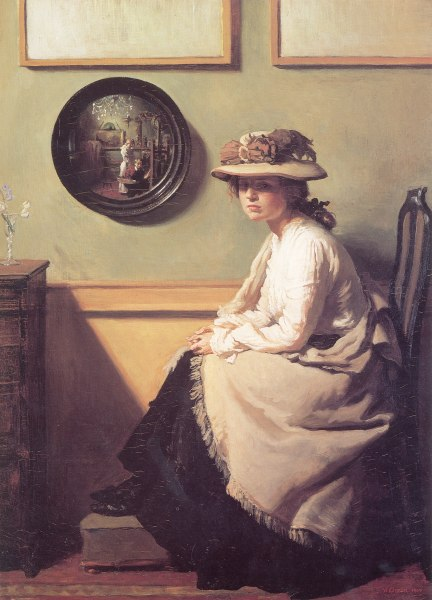
Spegeln (1900).
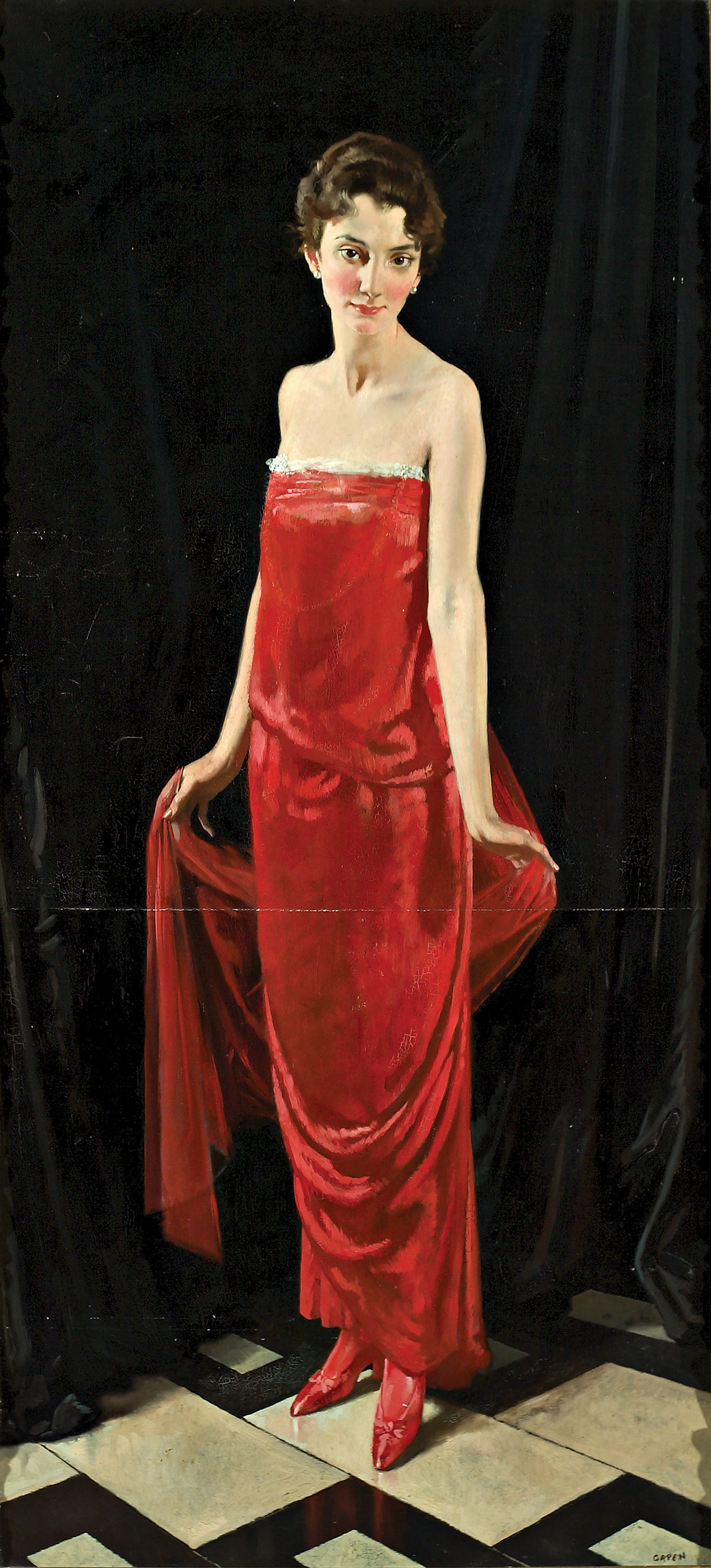
Porträtt av María Edwards (1915).
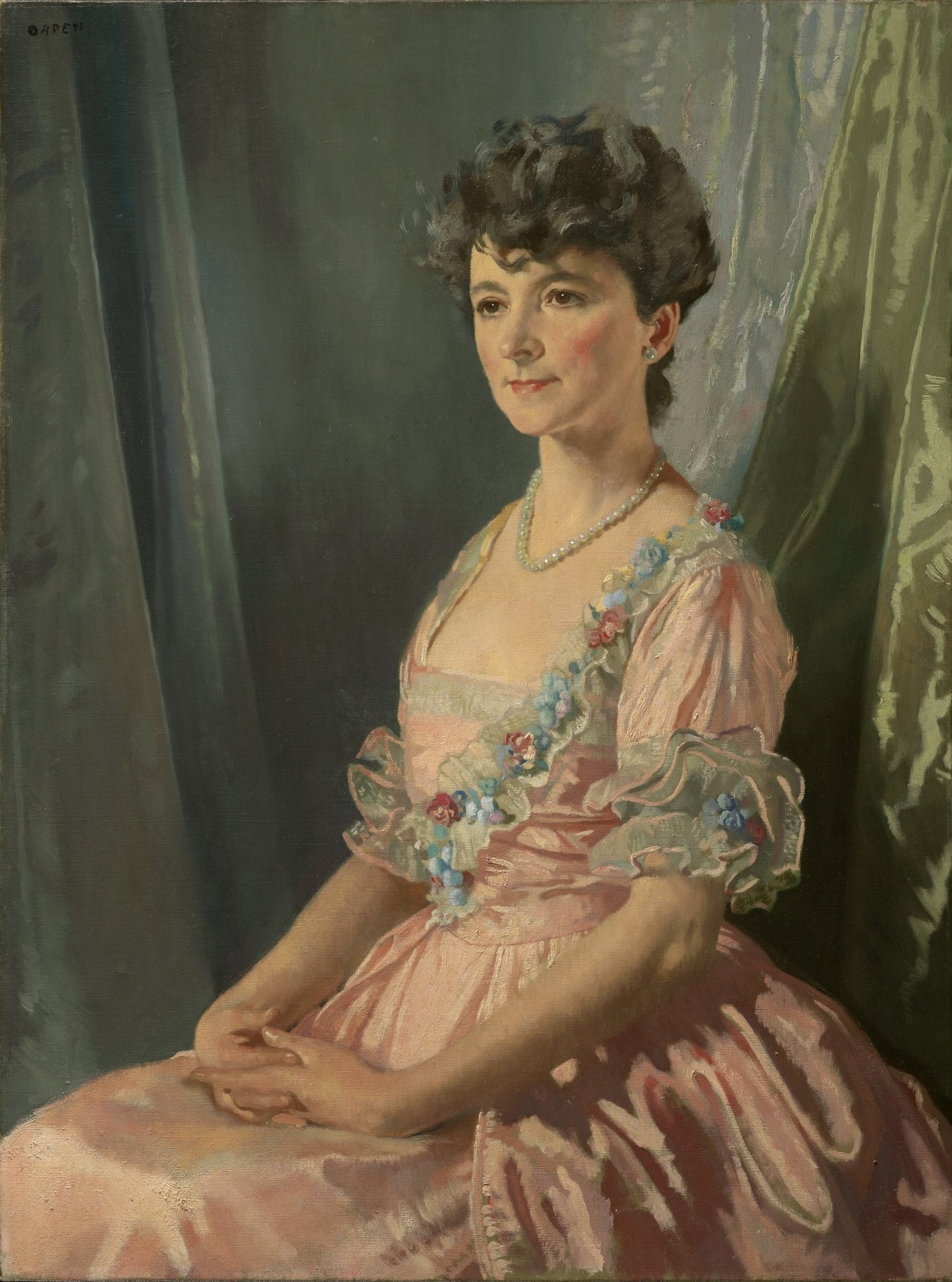
Porträtt av Francine Clark (1921).